# Aralia vietnamensis
Aralia vietnamensis är en araliaväxtart som beskrevs av Thi Dung Ha. Aralia vietnamensis ingår i släktet Aralia och familjen Araliaceae. Inga underarter finns listade.